# Bunigeulis (Cigandamekar)
Bunigeulis is een bestuurslaag in het regentschap Kuningan van de provincie West-Java, Indonesië. Bunigeulis telt 2204 inwoners (volkstelling 2010).